# Hikma
Hikma Pharmaceuticals est une entreprise pharmaceutique d'origine jordanienne spécialisée dans les génériques, dont le siège social est situé à Londres.

## Histoire
En juillet 2015, Hikma acquiert les activités génériques américaines de Boehringer Ingelheim pour 2,65 milliards de dollars.
En septembre 2021, Hikma annonce l'acquisition Custopharm, entreprise américaine spécialisée dans les traitements injectables, pour 425 millions de dollars.

## Principaux actionnaires
Au 31 mars 2020.
| Darhold                            | 24,8% |
| Boehringer Ingelheim               | 16,5% |
| Capital Research & Management -WI- | 5,80% |
| FIL Investment Advisors            | 4,04% |
| Wellington Management              | 3,01% |
| Norges Bank Investment Management  | 1,35% |
| The Vanguard Group                 | 1,13% |
| Genesis Investment Management      | 1,06% |
| Franklin Templeton Institutional   | 1,05% |
| Capital Research & Management -GO- | 1,01% |